# Derma (Misisipi)
Derma es un pueblo del Condado de Calhoun, Misisipi, Estados Unidos. Según el censo de 2000 tenía una población de 1.023 habitantes.

## Demografía
Según el censo de 2000, había 1.023 personas, 374 hogares y 287 familias residiendo en la localidad. La densidad de población era de 349,5 hab./km². Había 397 viviendas con una densidad media de 135,6 viviendas/km². El 41,45% de los habitantes eran blancos, el 57,67% afroamericanos, el 0,10% amerindios, el 0,10% isleños del Pacífico, el 0,10% de otras razas y el 0,59% pertenecía a dos o más razas. El 0,39% de la población eran hispanos o latinos de cualquier raza.
Según el censo, de los 374 hogares en el 40,6% había menores de 18 años, el 47,1% pertenecía a parejas casadas, el 24,6% tenía a una mujer como cabeza de familia, y el 23,0% no eran familias. El 22,2% de los hogares estaba compuesto por un único individuo, y el 10,4% pertenecía a alguien mayor de 65 años viviendo solo. El tamaño promedio de los hogares era de 2,74 personas, y el de las familias de 3,20.
La población estaba distribuida en un 31,3% de habitantes menores de 18 años, un 8,8% entre 18 y 24 años, un 28,8% de 25 a 44, un 19,5% de 45 a 64, y un 11,6% de 65 años o mayores. La media de edad era 32 años. Por cada 100 mujeres había 80,1 hombres. Por cada 100 mujeres de 18 años o más, había 74,0 hombres.
Los ingresos medios por hogar en la localidad eran de 22.344 dólares ($), y los ingresos medios por familia eran 31.000 $. Los hombres tenían unos ingresos medios de 22.130 $ frente a los 16.364 $ para las mujeres. La renta per cápita para la ciudad era de 14.274 $. El 18,6% de la población y el 17,6% de las familias estaban por debajo del umbral de pobreza. El 23,8% de los menores de 18 años y el 20,3% de los habitantes de 65 años o más vivían por debajo del umbral de pobreza.

## Geografía
Según la Oficina del Censo de los Estados Unidos, la localidad tiene un área total de 2,9 km², todos ellos correspondientes a tierra firme.